# Franz Brandl (Künstler)
Franz Brandl (* 16. Dezember 1928 in Sankt Georgen am Längsee; † 29. Juli 2012 in Bleiburg) war ein österreichischer Künstler. Er wirkte vor allem als Zeichner, Maler, Bildhauer und Installationskünstler in Kärnten, insbesondere im Raum Bleiburg.

## Buchwerke
- Monographie: Bilder, Zeichnungen, Installationen. Verlag Hermagoras/Mohorjeva, 2006, ISBN 978-3-7086-0277-6.

## Ausstellungen (Auswahl)
- 1970 – Murgalerie – Ölbilder und Aquarelle, Leoben
- 1972 – Wien Galerie Autodidakt; Ölbilder und Aquarelle, Wien
- 1982 – Kleine Galerie im Künstlerhaus (Kunstverein Kärnten), Klagenfurt
- 1988 – Kleine Galerie im Künstlerhaus – Ölbilder und Federzeichnungen, Klagenfurt
- 1991 – Stift Eberndorf – Ölbilder und Federzeichnungen, Eberndorf
- 1992 – Galerie Sikoronja – Ölbilder und Federzeichnungen, Rosegg
- 1995 – Sudhaus, Sorgendorfer Brauerei – Öl- und Acrylbilder, Bleiburg
- 1998 – Bildungshaus – Öl- und Acrylbilder, Sankt Georgen am Längsee
- 1998 – Feldkirchen Galerie im Amthof – Acrylbilder, Federzeichnungen, Skulpturen
- 1999 – Galerie Falke – Federzeichnungen und Acrylbilder, Loibach
- 2000 – Galerie Tainach – Acrylbilder und Federzeichnungen
- 2003 – Klagenfurt Künstlerhaus Movimenti II, Klagenfurt
- 2004 – Galerie Haaaauch – Federzeichnungen, Klagenfurt
- 2004 – Stadtgalerie Minoriten, Acrylbilder, Wolfsberg
- 2008 – Galerie Vorspann – Fenster zur Wirklichkeit, Bad Eisenkappel
- 2011 – Galerie im Schloss Porcia, Spittal an der Drau
- 2011 – Galerie Markushof, Villach
- 2012 – Galerie Herzogburg – Menschen in der Herzogburg, Sankt Veit an der Glan
- 2012 – Sudhaus, Sorgendorfer Brauerei – "In Memoriam"
- 2013 – Werner Berg Museum, Bleiburg – "Retrospektive zum 85. Geburtstag"
- 2024 – Galerie EMO, Bleiburg – Gedächtnisausstellung

## Arbeiten im öffentlichen Raum

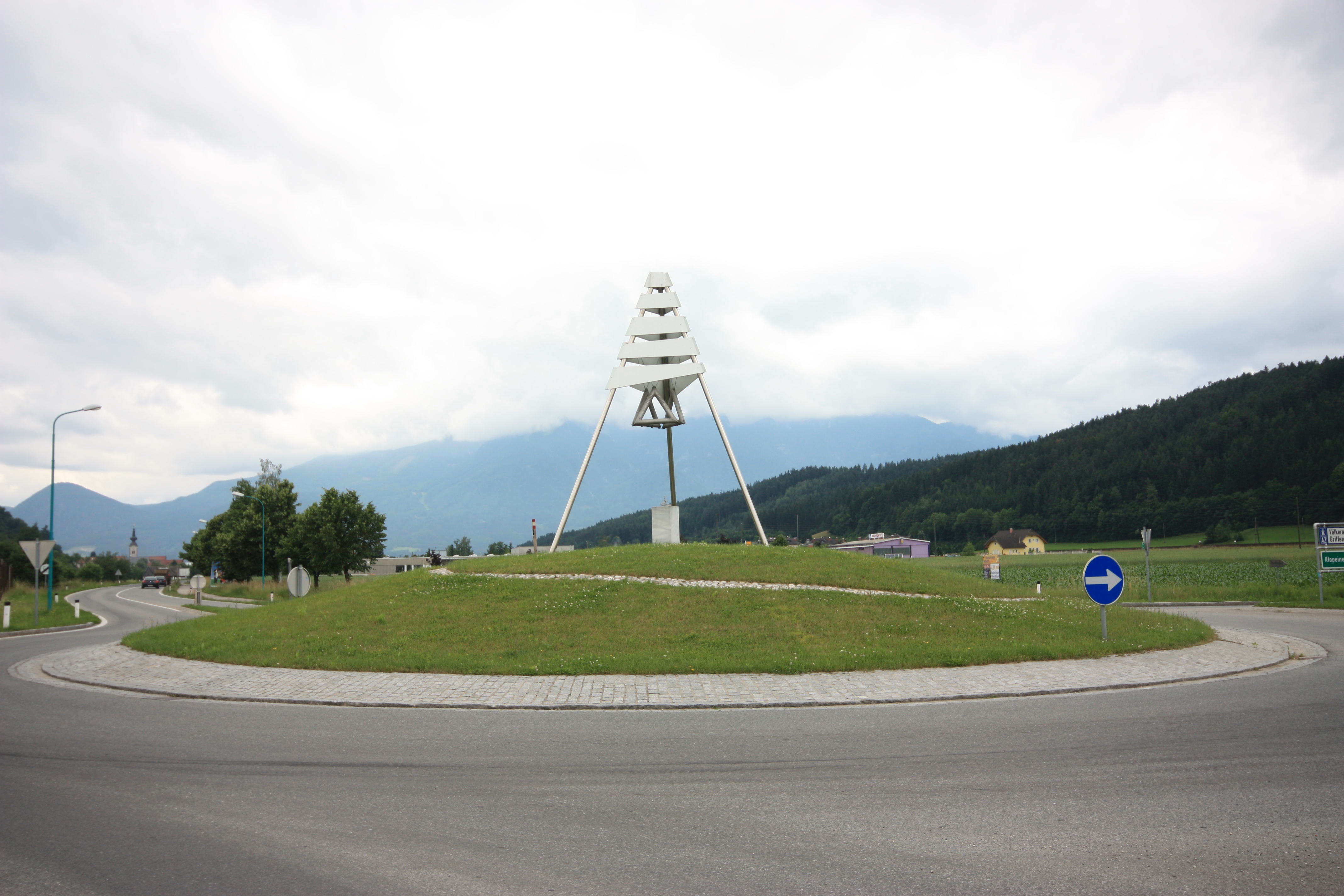
Trigon-Pyramide, Kreisverkehr Einersdorf

- 1992 – Kreuzweg Stein im Jauntal, "Jesus wird in den Schoß seiner Mutter gelegt", Messingguss und Naturstein
- 1993 – "Der Türke", keimsches Fresko in Bleiburg
- 1996 – Sonnenuhr, Hauptplatz Bleiburg
- 1999 – Kreisverkehr Einersdorf
- 2005 – Hommage an Kiki Kogelnik, Hauptplatz Bleiburg